# جیمز هاکس
جیمز هاکس، میسیونر (به انگلیسی: James Hawkes (missionary)) متولد ۱۸۵۳ درهند ،میسیونر مسیحی در ایران بین سالهای ۱۸۸۰ تا ۱۹۳۲ بود. یکی از کارهای او تألیف قاموس کتاب مقدس است. وی همچنین همکار در بازبینی‌های ترجمه کتاب مقدس به فارسی بوده‌است. همچنین یکی از پدیدآوران مدرسه آمریکایی‌ها در همدان بوده‌است.